# Famille de Maupeou
 (novembre 2021).
Si vous disposez d'ouvrages ou d'articles de référence ou si vous connaissez des sites web de qualité traitant du thème abordé ici, merci de compléter l'article en donnant les références utiles à sa vérifiabilité et en les liant à la section « Notes et références ».
La famille de Maupeou, anciennement Maupeou, est une famille subsistante de la noblesse française attestée en Île-de-France depuis le XVIe siècle. Anoblie en 1587, elle s'illustre notamment dans l'administration de la justice avec deux chanceliers dont  René-Nicolas-Charles-Augustin de Maupeou, garde des sceaux de France et dans la carrière des armes avec trois lieutenants-généraux des armées du roi.

## Origine
Maupeou  est un nom de langue d'oc qu'il faut classer dans la catégorie des sobriquets. Il signifie, en effet, « mauvais poil » et dut qualifier, à l'origine, — selon qu'on l'entendait au propre ou au figuré — des individus soit à la barbe mal plantée soit d'humeur difficile. Le porc-épic, emblème des Maupeou, constitue une allusion évidente à l'étymologie du nom. Ainsi, les armes de cette famille sont dites « parlantes ».
On trouve au XIVe siècle à Montpellier de nombreux porteurs de formes primitives du nom dont la forme moderne se fixe au début du XVIe siècle. À cette époque, les régions où le nom se rencontre le plus fréquemment sont le Languedoc et le centre-ouest. Il semble donc que partis du Midi, les Maupeou soient montés vers la Loire qu'ils ne dépassèrent que pour gagner Paris où ils s'établirent.

## Histoire
Les Maupeou descendent de Vincent Maupeou, notaire au châtelet de Paris puis secrétaire du roi, maison et couronne de France (1572), et d'Anne Bastonneau. Ses trois fils Pierre, Michel et Gilles furent anoblis conjointement par lettres patentes du roi Henri III le 12 janvier 1587. Cette famille fut admise aux honneurs de la Cour en 1764, 1771 et 1772.
Le nom de la famille a été illustré par René-Charles et par René-Nicolas son fils, tous deux présidents du parlement de Paris et gardes des Sceaux et chanceliers de France sous le règne de Louis XV pour le père et Louis XVI pour le fils qui est l’auteur de la « réforme Maupeou »: un coup de force pour reprendre en main le pouvoir judiciaire dans l’année 1771. Le Dauphin, futur Louis XVI, avait approuvé chaleureusement les réformes du chancelier. Devenu roi en 1774, il s'empresse de les désavouer. Maupeou est renvoyé et doit rendre les sceaux. Lorsqu'en novembre les anciens parlements sont rappelés, il se contente de dire : « Si le roi veut perdre sa couronne, il en est le maître ». Il vivra assez longtemps pour la lui voir perdre et demeurera chancelier de France jusqu'à l'abolition de la charge en 1790.
La branche des Maupeou d'Ableiges est membre de l'Association d'entraide de la noblesse française depuis 1942.

## Branches
La famille de Maupeou est composée de quatre grandes branches généalogiques parmi lesquelles deux subsistent aujourd'hui. On désigne généralement ces branches du nom d'une des seigneuries qu'elles possédaient. On distingue ainsi :
- la branche des seigneurs de Monceau (aujourd'hui « Mousseau » à Évry), éteinte au XVIIIe siècle ;
- la branche des seigneurs de Bruyères (aujourd'hui Bruyères-sur-Oise), dont le chancelier de Maupeou, éteinte en ligne légitime au XIXe siècle, subsistante en ligne naturelle et alliée aux familles de Felcourt, Hottinguer, Mallet, de Turckheim ;
- la branche des seigneurs de Sablonnières, éteinte au XIXe siècle ;
- et la branche des seigneurs d'Ableiges, subsistante.

## Personnalités
- Gilles Ier de Maupeou, seigneur d'Ableiges (1553-1641), intendant et contrôleur général des Finances.
- Marie de Maupeou (ca. 1590-1681), fille du précédent et mère du surintendant Nicolas Fouquet, est une écrivaine et bienfaitrice.
- Jean de Maupeou, (1623-1677), évêque-comte de Chalon-sur-Saône de 1658 à 1677.
- Gilles de Maupeou, « comte » d'Ableiges (1648-1727), conseiller au Parlement, reçu maître des requêtes en 1683 et nommé intendant d'Auvergne en 1691, intendant du Poitou en 1695, puis intendant du Bourbonnais de 1702 à 1705.
- Augustin de Maupeou (ca. 1647-1712), évêque de Castres, archevêque d'Auch.
- Charles-Guillaume de Maupeou (ca. 1686-1751), 29e évêque de Lombez de 1721 à 1751.
- René-Charles de Maupeou (1689-1775), chancelier et garde des sceaux de France.
- René-Nicolas de Maupeou (1714-1792), fils du précédent, chancelier et garde des sceaux de France.
- Gaston de Maupeou d'Ableiges de Monbail (1896-1988), contre-amiral et écrivain.
- Jacques de Maupeou d'Ableiges (1899-1963), sénateur de la Vendée de 1948 à 1963, président de la Société pour la protection des paysages et de l'esthétique de la France.
- Xavier de Maupeou d'Ableiges (1935), évêque émérite de Viana au Brésil depuis juillet 2010.
- Daniel-Ange de Maupeou d'Ableiges de Monbail (1932), prêtre, fondateur de Jeunesse-Lumière, docteur honoris causa de l'université de Lublin.

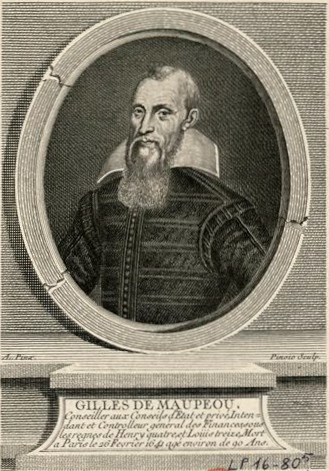
Gilles Ier de Maupeou, intendant et contrôleur général des finances
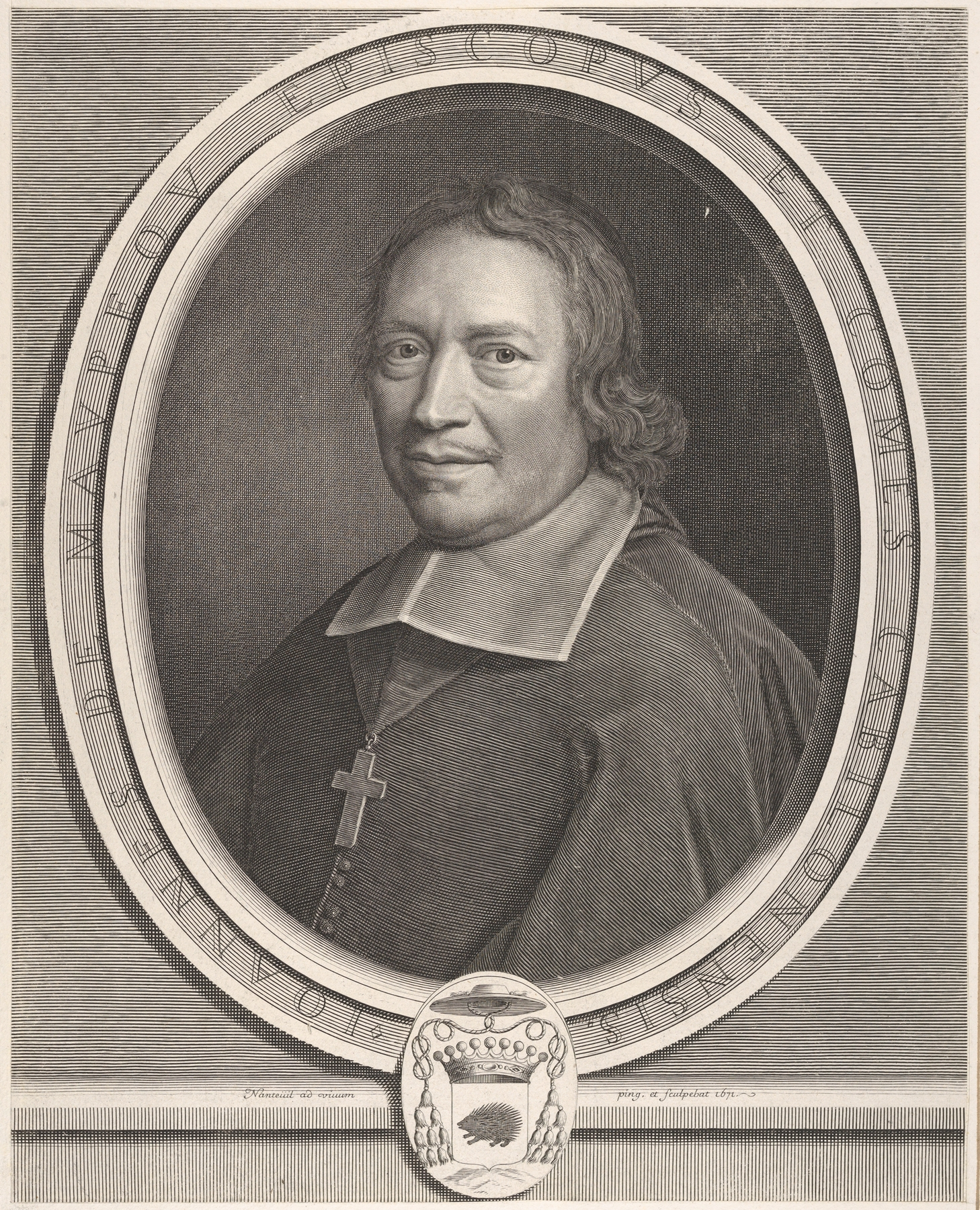
Jean de Maupeou, évêque de Chalon-sur-Saône
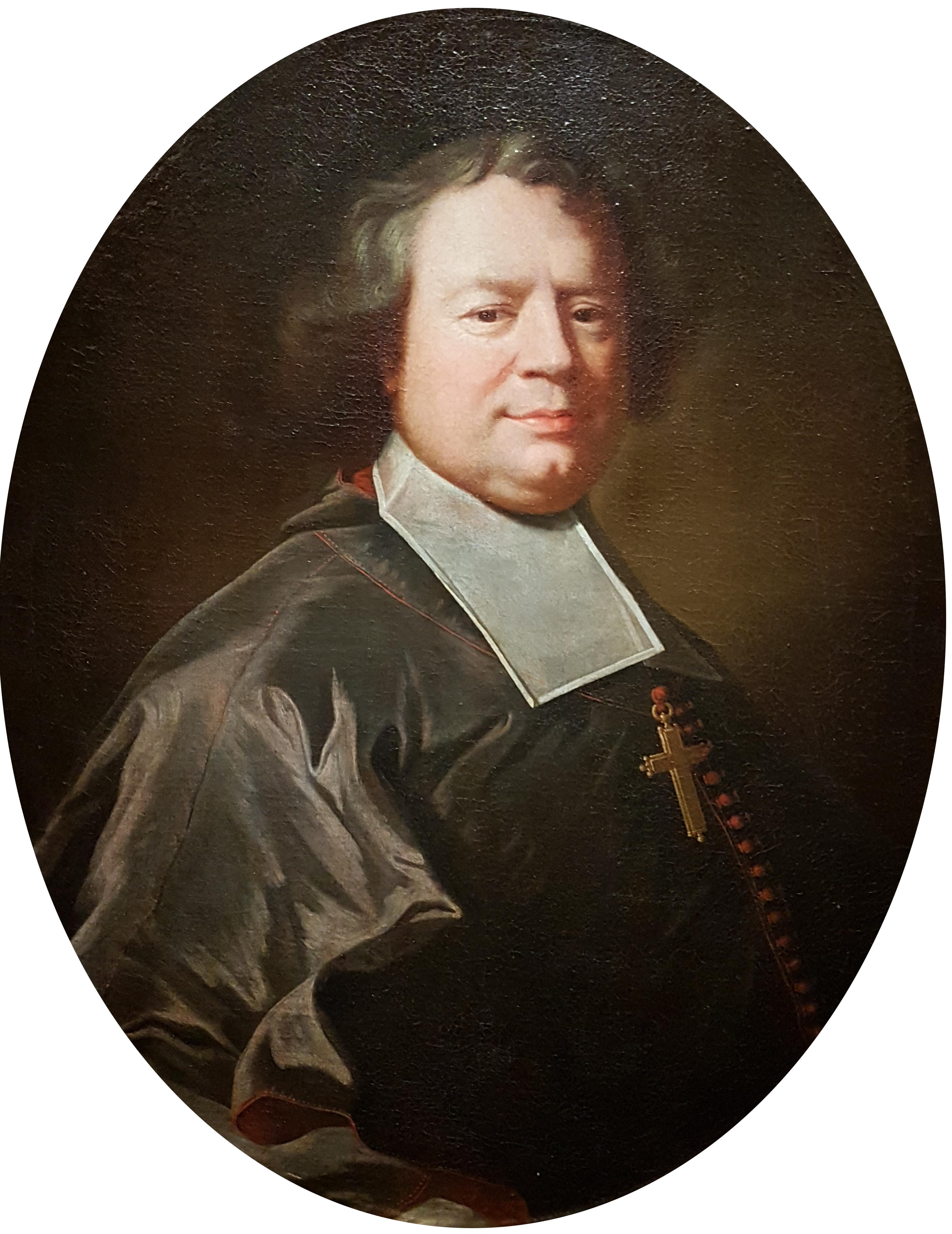
Augustin de Maupeou, évêque de Castres, archevêque d'Auch
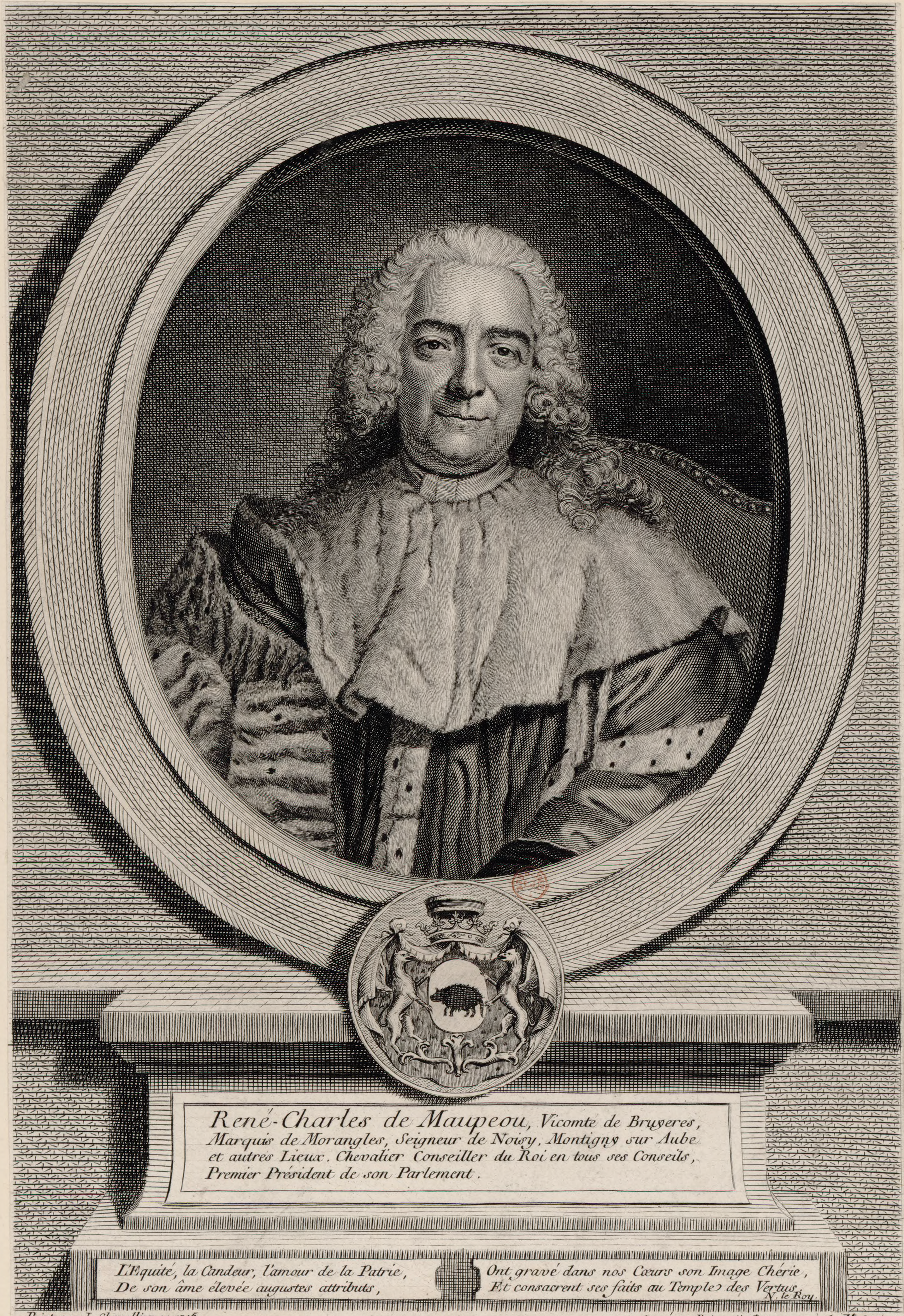
René-Charles de Maupeou, chancelier et garde des sceaux de France
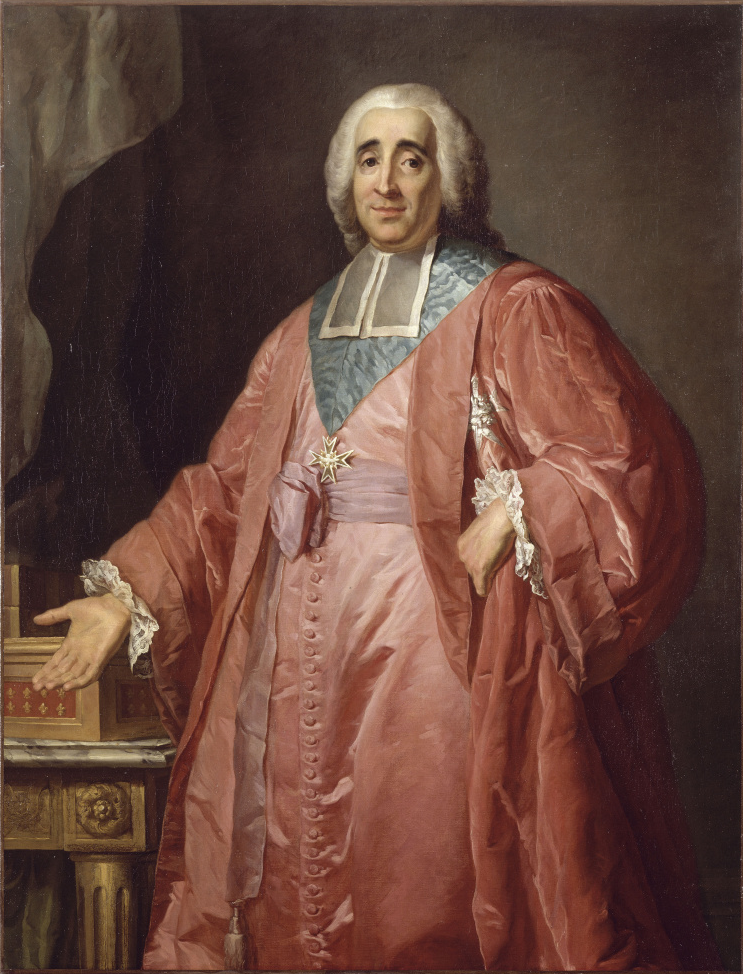
René-Nicolas de Maupeou, chancelier et garde des sceaux de France, principal ministre d'État

## Famille de militaires

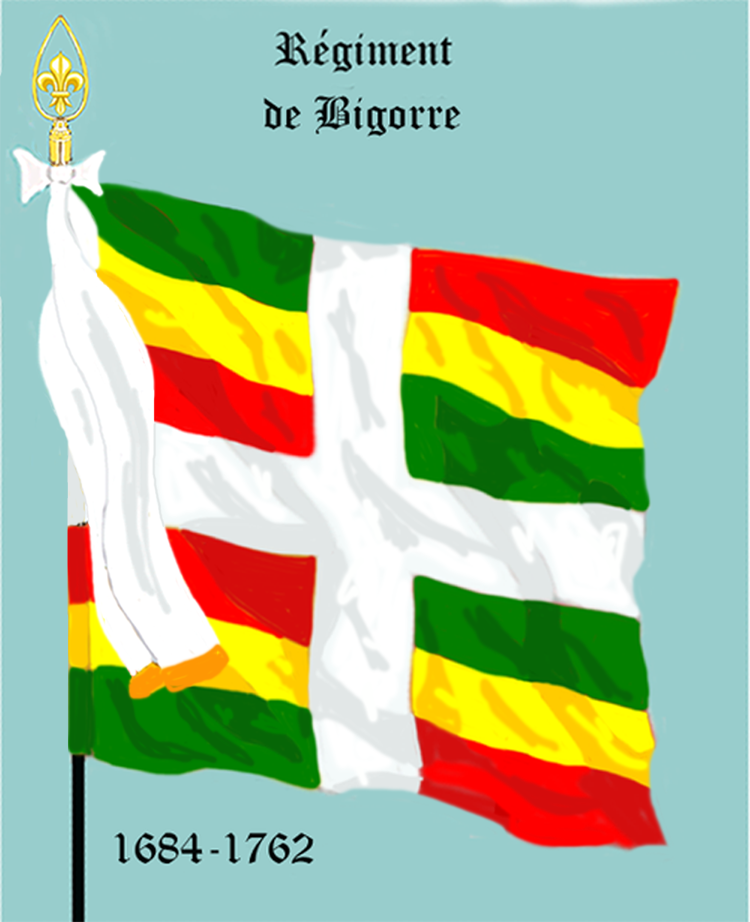
Drapeau d'ordonnance du régiment de Bigorre.

Au XVIIe siècle, des membres de la famille de Maupeou entrent dans les armées du roi. En effet, si les aînés sont « de robe » — héritant des charges parlementaires —, les cadets sont volontiers « d'épée ». Ils servent d'abord exclusivement dans l'infanterie et notamment au régiment des Gardes françaises, où l'on trouve de nombreux capitaines, lieutenants et sous-lieutenants. Sous le règne de Louis XIV, au cours des batailles qu'ils livrent, pas moins de sept d'entre eux tombent au champ d'honneur.
Les seigneurs de Sablonnières constituent la branche plus spécifiquement militaire de la famille. Au XVIIIe siècle, deux d'entre eux atteignent le grade de lieutenant-général des armées et trois sont faits chevaliers de l'ordre de Saint-Louis. En 1719, cette branche de la famille achète le régiment d'infanterie de Bigorre, composé d'un bataillon de 500 hommes, qu'elle commande avec la branche de Bruyères jusqu'à la fin de la guerre de Sept Ans.
D'abord peu représentés dans la cavalerie, la famille compte un premier colonel, René VI de Maupeou, nommé le 30 octobre 1771 par le roi au régiment de Bourgogne cavalerie où il sera fait maréchal de camp et commandeur de l'ordre de Saint-Louis. La branche d'Ableiges, elle, compte plusieurs colonels et lieutenants-colonels, dont certains ont également participé à des épreuves d'équitation olympique et remporté des concours internationaux de saut d'obstacles.

## Alliances
Les principales alliances de la famille de Maupeou sont : Bastonneau, d'Acher de Montgascon, Lucas de Saint-Luc, de Cossé-Brissac, Fouquet, d'Ursel, de Grave, Lefèvre d'Ormesson, de Cacqueray, d'Audiffret, d'Avout, de Boissieu, Feydeau de Brou, du Fou, Gilart de Keranflec'h, de Hennezel, Harscouët de Saint-George, Barbat du Closel, de Robin de Barbentane, de Parseval, Hottinguer (1906), de Coussemaker (1931), de Charette de La Contrie (2018).

## Armoiries
| Armes | Notes |
| ----- | --- |
|       | Le blason des Maupeou s'énonce : - d'argent au porc-épic de sable.[réf. nécessaire] On trouve aussi : - d'argent au porc-épic de sable passant. - d'argent au porc-épic de sable miraillé d'argent. |
|       | La brisure la plus ancienne est celle de la branche d'Ableiges qui, dans ses premières générations, ajouta aux armes pleines un chef : - d'argent au porc-épic de sable, au chef d'azur chargé de trois étoiles d'or. Peu à peu ces armes furent abandonnées, mais elles restent toujours actuellement les armes de la ville d'Ableiges. |
|       | En 1661, Louis de Maupeou épouse Antoinette de Catelan Leur fils René de Maupeou, hérite de la seigneurie de Sablonnières en 1721 de son oncle Catelan. Pour distinguer son blason de celui des autres blanches de la famille, il le brise par changement d'émaux et portrait : - d'azur au porc-épic d'or. Ces armes furent ensuite abandonnées. Les armes de la ville de Sablonnières conservent dans leur blasonnement un porc-épic d'or. |

## Châteaux et hôtels
- Château des Mesnuls (Île-de-France)
- Château de Vauventriers (Eure-et-Loir)
- Château de la Mothe-Chandeniers (Poitou)
- Château de La Motte-Messemé (Poitou)
- Château de Muids (Normandie)
- Château de Colombières (Normandie)
- Château de Beauregard (Bourgogne)
- Château de Bellevue, Les Verchers-sur-Layon (Anjou)
- Hôtel de Canillac (Paris)
- Hôtel Feydeau de Brou (Paris)

## Postérité
- à Ableiges : rue Gilles-de-Maupeou[17]
- aux Verchers-sur-Layon, Doué-en-Anjou : place vicomte Jean de Maupeou
- à Bruyères-sur-Oise : rue des chanceliers de Maupeou
- à Évry (91) : rue Pierre de Maupeou
- à Auzay (85) : rue Jacques de Maupeou

## Pour approfondir